# قبة التركمان
قبة التركمان قرية سوريّة تتبع إداريّاً لمحافظة حلب منطقة جرابلس ناحية غندورة، بلغ تعداد سكانها 1,186 نسمة حسب التعداد السكاني لعام 2004.
عشائر قبة التركمان 
تتميز قبة التركمان بخليط عشائري مختلف يعيشون ضمن هذه القرية منذ أكثر من نصف قرن 
فأكثر من نصف القرية من عشيرة الحمدون يلونهم عشيرة الدمالخة ومن ثم عشيرة بني سعيد ثم العشائر الأصغر بعدهم من النعيم والبرق وفيها عائلتين من الأكراد وعائلة من التركمان
يمر منها نهر الساجور أحد روافد الفرات وفيها سد الساجور الذي تمتد خلفه بحيرة بطول ثلاثة كيلومترات وفيها عين الينصل التي تتميز بماءها الزلال وتسقي هذه العين القرية ومعها ناحية الغندوة بالإضافة لمزرعة العلقانة